# 酔鯨酒造
酔鯨酒造株式会社（すいげいしゅぞう）は、日本酒「酔鯨」などを製造する、高知県の酒造メーカーである。食品専門商社・旭食品の関連会社で、高知市内では唯一の酒蔵である。
酔鯨の名前の由来は土佐藩第15代藩主山内容堂が自ら名乗った「鯨海酔侯（げいかいすいこう）」から来ている。
降雨量が多く、水資源の豊かな高知県にあっても水量の豊富な鏡川の上流域、土佐山地区の湧水を仕込み水とし、旨みが有りながらもキレが良く、香りおだやかな芳醇辛口の食中酒としての魅力を追求している。

## 沿革
- 江戸期　「油屋長助」の屋号にて雑貨商を営む。
- 1872年（明治5年）現在の高知市長浜にて酔鯨酒造の前身となる石野酒造が酒造業を創業。
- 1969年（昭和44年）酔鯨酒造有限会社へ改組し、銘柄「酔鯨」の製造・販売を開始。高知県内全域での高品質なお酒の販売を目指す。
- 1972年（昭和47年）酔鯨酒造株式会社へ改組し、四国全域での高品質なお酒の販売を目指す。
- 1985年（昭和60年）杜氏に土居教治（安芸津杜氏）を招き、本格的に吟醸酒造りに取り組む。
- 1987年（昭和62年）純米吟醸「吟麗」発売開始。販路を全国に拡大する。
- 1993年（平成5年）生産量増加に対応するため、長浜蔵を改装し、生産体制を拡充。
- 2005年（平成17年）高知県産の素材を生かしたリキュールの製造・販売を開始。
- 2013年（平成25年）土居杜氏が引退。土居杜氏のもとで酒造りを学んだ松本誠二が杜氏を引き継ぐ。
- 2016年（平成28年）代表取締役社長に大倉広邦が就任。
- 2017年（平成29年）純米大吟醸「DAITO」シリーズ発売開始。酔鯨の持ちうる技術を集結させたフラッグシップブランドとして高級酒市場に参入。
- 2018年（平成30年）更なる品質向上を目指して吟醸用の「土佐蔵」を高知県土佐市に竣工し、明神真が土佐蔵杜氏に就任。長浜蔵と2蔵体制で酒造りを開始。
- 2019年（令和元年）長浜蔵の杜氏に藤村大悟が就任。
- 2023年（令和5年） 大倉広邦社長が酒気帯び運転で高知地方裁判所から懲役6カ月・執行猶予3年の有罪判決を2022年11月に受けたことを発表[1]。大倉は社長を辞任し、上田正人が後任の社長に就任[2]。

## 主な商品
- 酔鯨 Premium 純米大吟醸　DAITO
- 酔鯨 純米大吟醸　慎　Shinn
- 酔鯨 純米大吟醸　万　Mann
- 酔鯨 純米大吟醸　弥　Ya
- 酔鯨 純米大吟醸　象　Sho
- 酔鯨 純米大吟醸　丞　Joh
- 酔鯨 純米大吟醸　寅　Tora
- 酔鯨 純米大吟醸 兵庫山田錦50％
- 酔鯨 純米吟醸 高育54号
- 酔鯨 純米吟醸 吟麗
- 酔鯨 純米吟醸 吟麗 生酒
- 酔鯨 純米酒 八反錦60％
- 酔鯨 純米酒 吟の夢
- 酔鯨 純米酒 れのわ
- 酔鯨 特別純米酒
- 酔鯨 特別純米酒　名将銘酒
- 酔鯨 特別本醸造
- 酔鯨 熟成梅酒6
- 酔鯨リキュール とも ～みんな大好きゆずやか～
- 酔鯨リキュール かじゅ39